# Scutisorex
Scutisorex és un gènere de musaranyes africanes. Les espècies d'aquest grup són els únics mamífers coneguts amb vèrtebres que s'enclaven entre elles. Aquest tret, juntament amb una columna vertebral i costelles grans i fortes, els permeten suportar un pes important. També tenen músculs ben desenvolupats per flexionar la columna vertebral en el pla sagital. Es creu que aquestes adaptacions permeten a les musaranyes obrir forats als espais entre els troncs de palmeres i les tiges de fulles mortes, o sota troncs i roques, per accedir a una munió de larves d'insecte i cucs de terra que altrament quedarien fora del seu abast.
El gènere conté dues espècies::
- Musaranya cuirassada (Scutisorex somereni)
- S. thori

Anàlisis de la seqüència d'ADN de diversos gens (el citocrom b mitocondrial i el factor de von Willebrand nuclear) suggereixen que les dues espècies de Scutisorex divergiren fa uns 4 Ma, mentre que el gènere se separà d'altres musaranyes crocidurines fa uns 14 Ma.